# Richard Cosway
Richard Cosway (Tiverton, 5 novembre 1742 – Londra, 4 luglio 1821) è stato un pittore inglese specializzato in ritratti miniati.

## Biografia
Nato nel 1742 a Tiverton, nel Devon, Cosway venne educato presso la Blundell's School ove suo padre insegnava. Nel 1754, all'età di dodici anni, andò a Londra, dove studiò pittura da Thomas Hudson e William Shipley. Bambino prodigio, nei cinque anni immediatamente successivi riuscì a vincere una serie di premi conferitigli dalla Royal Society of Arts. Negli anni sessanta del Settecento esibì le sue opere presso la Society of Artists of Great Britain e la Free Society of Artists.
Nel 1769 entrò nella Royal Academy of Arts, divenendone poi membro associato nel (1770) e infine Royal Academician (1771). Cosway è uno dei soggetti ritratti nell'opera Gli accademici della Royal Academy (1771-1772) di Johann Zoffany. Nel 1781 Cosway sposò l'artista ed educatrice italiana Maria Hadfield, che aveva venti anni in meno di lui. I due cambiarono più volte residenza: dopo aver vissuto a Schomberg House, nel centro di Londra, si trasferiranno prima a Stratford Place e infine a Edgware Road. Nel 1785 Cosway divenne l'unico pittore ufficiale del principe di Galles che la storia ricordi. Tra i numerosi nobili inglesi e francesi ritratti da Cosway vi sono Re Giorgio IV, Maria Fitzherbert e Madame du Barry.
Cosway si guadagnò l'appellativo di Macaroni painter per la sua eleganza affettata. Girava la voce secondo la quale egli fosse un libertino.
Dopo aver trascorso gli ultimi anni di vita presso alcuni istituti di cura a causa di disturbi mentali, Cosway morì a Londra nel 1821, all'età di 78 anni. Venne sepolto nella St Marylebone Parish Church di Londra.

## Galleria d'immagini

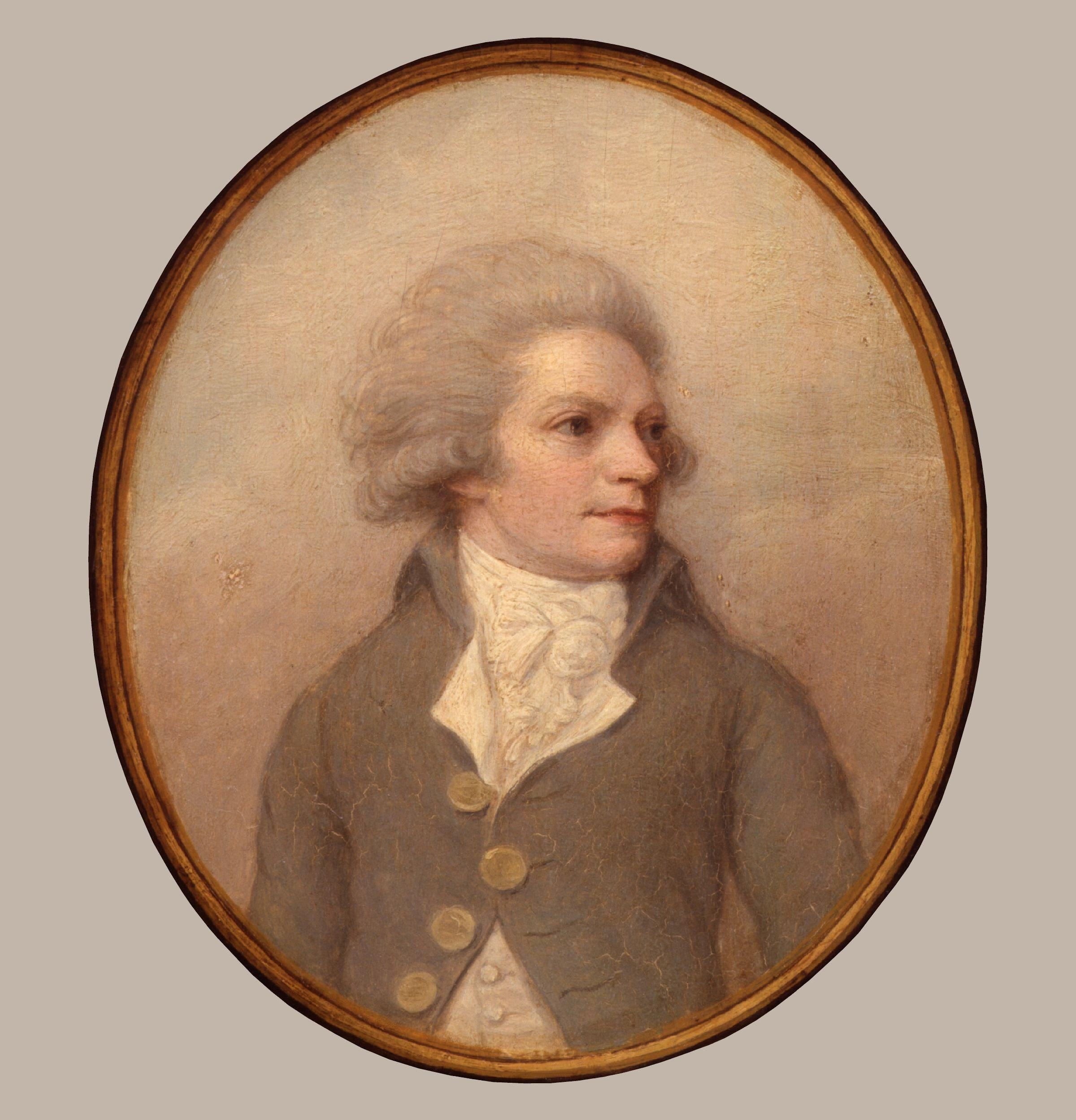
Autoritratto (data sconosciuta)
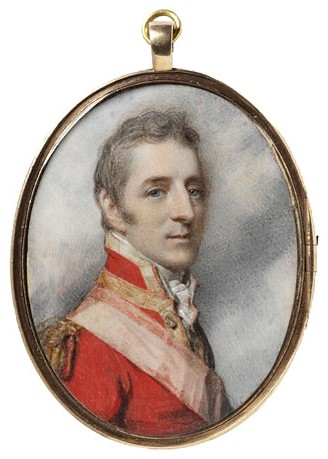
Ritratto di Arthur Wellesley (1808)
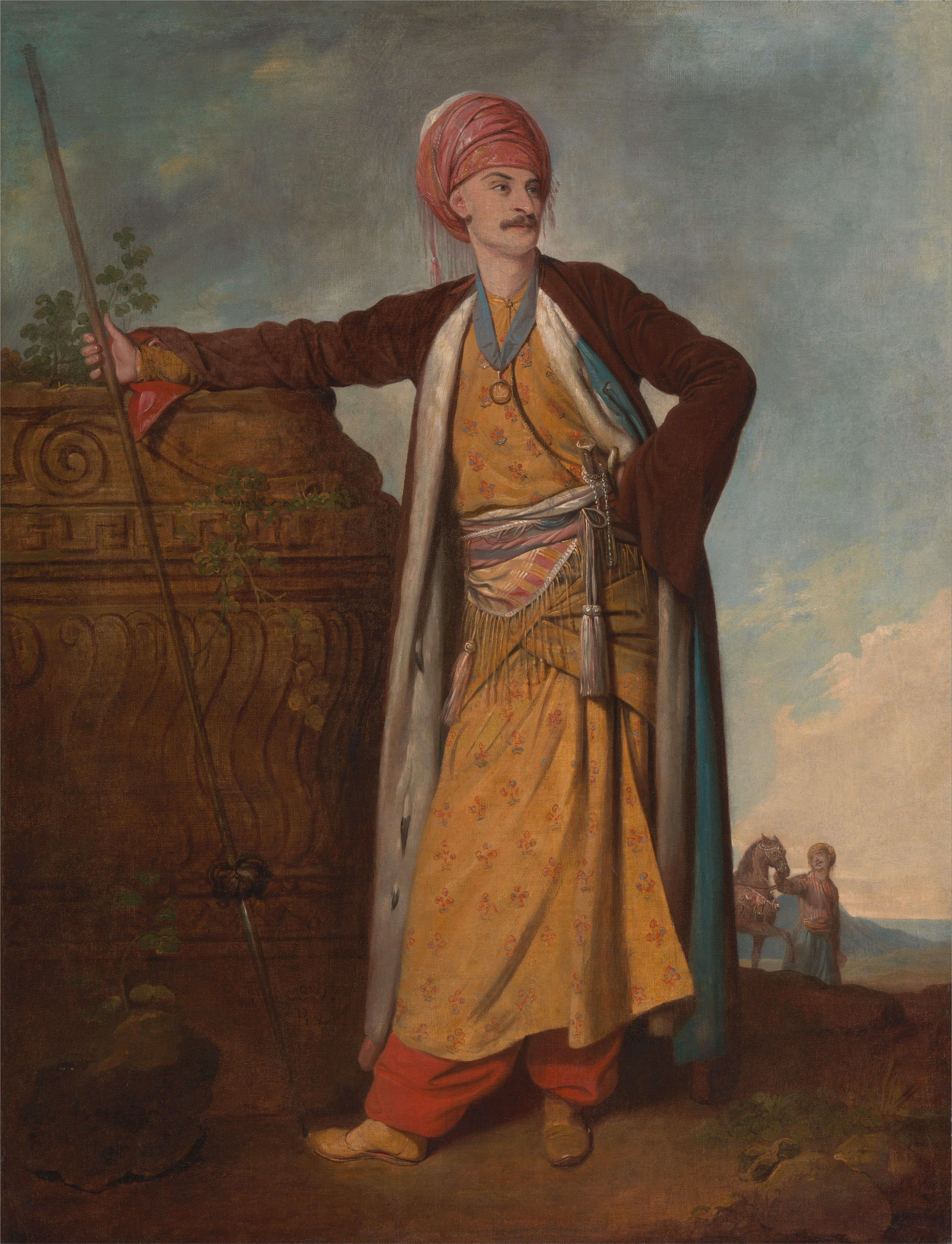
Ritratto di un armeno (1771)
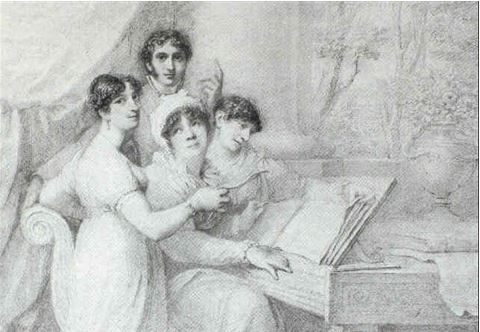
John Braham con Harriet Abrams e le due sorelle, Harriett e Theodosia Abrams (ca. 1800)
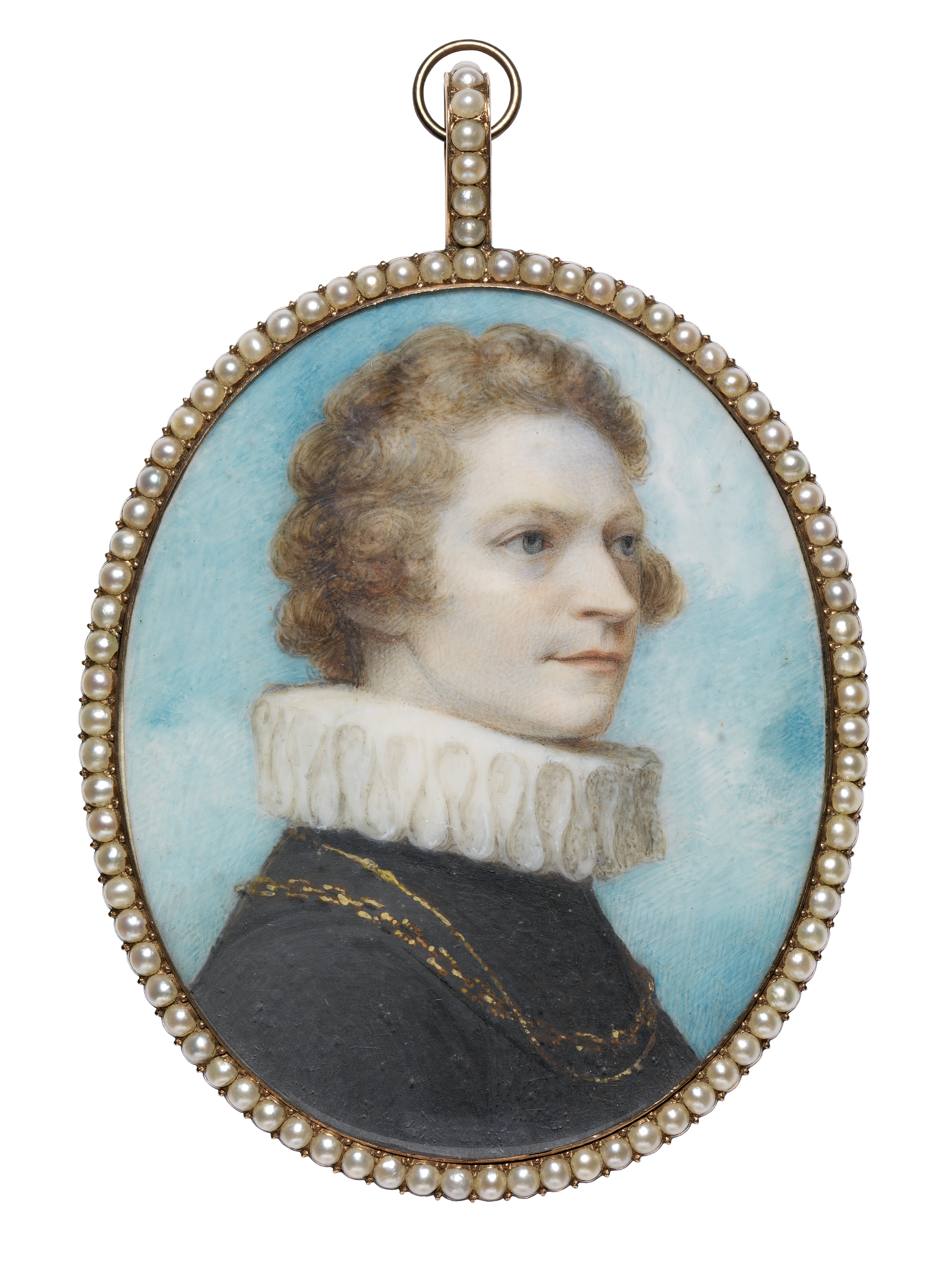
Autoritratto con costume elisabettiano (ca. 1790)